# Киргистан на Светском првенству у атлетици у дворани 1995.
Киргистан је учествовао на 5. Светском првенству у атлетици у дворани 1995. одржаном у Барселони од 10. до 12. марта.
У његовом другом учешћу на светским првенствима у дворани Киргистан је представљао један атлетичар, који се такмичио у трци на 60 метара са препонама.
Атлетичар Киргистана није освојио ниједну медаљу, али је оборио национални рекорд на 60 метара у дворани.

## Учесници
Мушкарци:
- Јевгениј Шорохов — 60 м препоне

## Резултати

### Мушкарци
| Атлетичар        | Дисциплина   | Лични рекорд | Квалификације | Квалификације | Полуфинале           | Полуфинале           | Финале               | Финале       | Детаљи |
| Атлетичар        | Дисциплина   | Лични рекорд | Резултат      | Место         | Резултат             | Место                | Резултат             | Место        | Детаљи |
| ---------------- | ------------ | ------------ | ------------- | ------------- | -------------------- | -------------------- | -------------------- | ------------ | ------ |
| Јевгениј Шорохов | 60 м препоне |              | 8,10 НР       | 7. у гр. 4    | Није се квалификовао | Није се квалификовао | Није се квалификовао | 37 / 38 (42) |        |